# アーバンネット大手町ビル
アーバンネット大手町ビル（アーバンネットおおてまちビル）は、東京都千代田区大手町にある超高層ビル。

## 概要
丸の内電話局や東京市外電話局などが入居していた丸の内野村ビル第三号館の跡地に1990年6月完成。NTT都市開発が所有する。1929年竣工の東京生命が入居していた北西のビルは解体され、広場となっている。
所在する大手町の特性から金融機関対象のテナントビルとして建設され、この業種独特の頻繁な組織替えに対応するために、間仕切りの移動増設があってもできる限り設備工事が発生しない工夫が施された。
テナントとして、野村證券が東京・日本橋の本社に所在したトレーディングルームを本ビル5、6階を打ち抜き移設。1990年8月末から業務を開始している。 また、2009年には六本木ヒルズから野村ホールディングスが当ビルに移転、当ビルからバークレイズが六本木ヒルズに移転している。
1992年第33回BCS賞受賞。

## 主なテナント
- 野村證券
- 野村信託銀行本店
- 野村資本市場研究所

## 沿革
- 1892年（明治25年）- 東京電話交換局が当地に移転。
- 1987年（昭和62年）- 丸の内野村ビル第三号館が解体。
- 1990年（平成2年）- 跡地にアーバンネット大手町ビルが竣工。